# Gloucester Township
Cet article concerne la municipalité du New Jersey. Pour les articles homonymes, voir Gloucester (homonymie). Pour le township canadien, voir Gloucester Township (Ontario).
Gloucester Township est une municipalité américaine située dans le comté de Camden au New Jersey.
Lors du recensement de 2010, sa population est de 64 634 habitants. La municipalité s'étend sur 23,26 milles carrés (60,24 km2), dont 0,28 milles carrés (0,73 km2) d'étendues d'eau.
Le township doit son nom à la ville anglaise de Gloucester.